# Ан-2СХ
Ан-2СХ — сельскохозяйственный самолёт со спецоборудованием для авиахимработ. Самолёт имеет оборудование для сыпучих и жидких химикатов. Оборудование для сыпучих химикатов состоит из химбака и туннельного распылителя. Для размельчения химикатов в баке находилась мешалка с приводом от верхнего ветряка. Загрузка бака производится через два люка на верху фюзеляжа. Оборудование для жидких химикатов состоит из химбака и опрыскивателя с подкрыльевыми штангами. Для работы опрыскивателя под фюзеляжем установлен насосный агрегат с ветряком. Загрузка бака производится через штуцер, смонтированный на левом борту. Ан-2СХ строились серийно в СССР, Польше, под обозначением An-2R — rolnicza и Китае, под обозначением Y-5B.

## История[1]
С мая 1950 года в колхозах и совхозах Киевской области начали использовать Ан-2 для АХР (авиационно-химические работы). А с весны 1951 года началось массовое использование Ан-2 на химработах в других районах Украины. Ан-2 заменил 5 тракторов, 15 сеялок и 6 автосамосвалов, при этом удельные затраты снизились на 30 %.

В феврале 1953 года в Херсонской и Николаевской областях прошёл эксплуатационные испытания эталонный образец Ан-2СХ с новым сельхозоборудованием. Их выполнили лётчик А. К. Швец и представители ОКБ-153: А. Ю. Маноцков и А. П. Ефремов.

## Использование

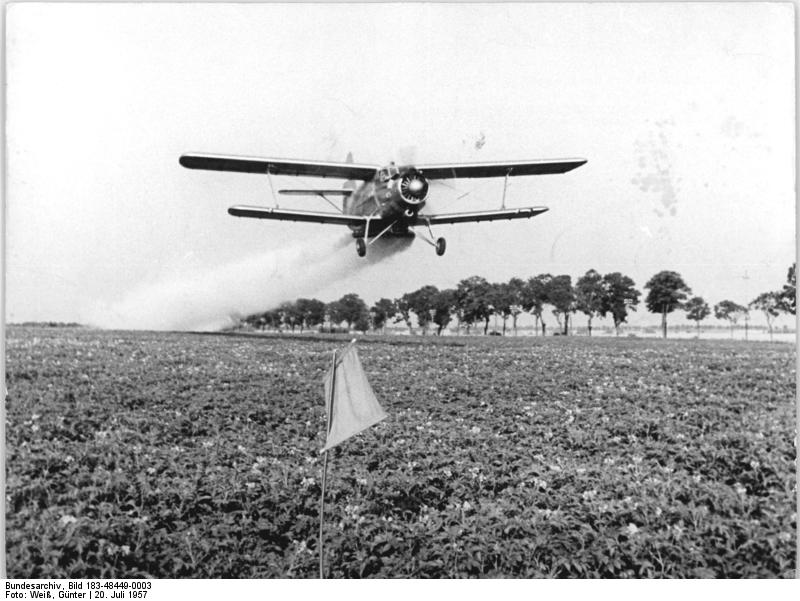
Ан-2СХ

Ан-2СХ использовали для подкормки растений путём внесения в почву минеральных удобрений, борьбы с вредителями и сорняками путём распыления и разбрызгивания ядохимикатов, обслуживание животноводства путём сева кормовых трав, подкормки пастбищ, истребления хищных животных. С Ан-2СХ выполнялся также аэросев сельхозкультур, дефолиация (предуборочное удаление листьев) хлопчатника и десикация (подсушивание на корню) подсолнечника и риса. В 1954-56 гг. эти самолёты использовали для освоения целинных и залежных земель Казахстана и Сибири.
Ан-2СХ нашёл также разнообразное применение в лесном хозяйстве. Авиаторы определяли очаги размножения вредителей и участки с заболевшими деревьями, с целью сохранения ценных пород древесины очищали леса от зарослей кустарника, рассеивали семена сосны, и лиственницы на лесных вырубках, а также несли патрульную службу, оберегая леса от пожаров.

## Модификации

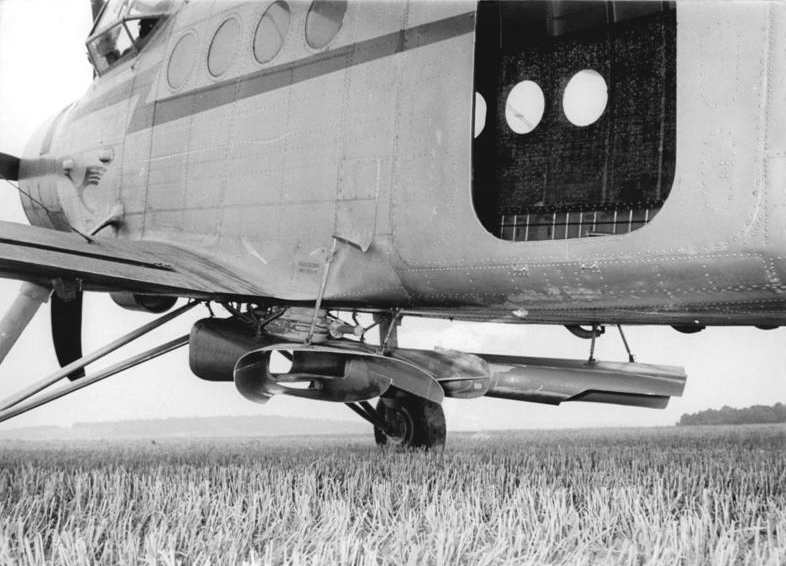
Ан-2СХ с АПО

В 1952 году. был разработан Ан-2СХ с АПО (авиационный противопожарный опрыскиватель). АПО использовал химбак, сливное сопло и баллон со сжатым воздухом. Он выбрасывал жидкость вниз со скоростью не менее 30 м/с и при этом имел расход 50-200 л жидкости в секунду. В 1954 году на Киевском авиазаводе АПО оборудовали 5 Ан-2СХ. Но из-за малой эффективности одиночного применения они так и не использовались и были переоборудованы в транспортные.

## Интересные факты
В 1964 году лётчик Киевского подразделения авиации спецприменения Украинского управления ГА Е. П. Салмин и члены его экипажа (второй пилот А. Барыш, авиатехник В. Скляренко и авиамеханик Е. Проценко) на Ан-2СХ обработали 73 тысячи га колхозных полей. Такой выработки ещё не достигали ни на одном сельхозсамолёте мира.

## Техническое описание[2]

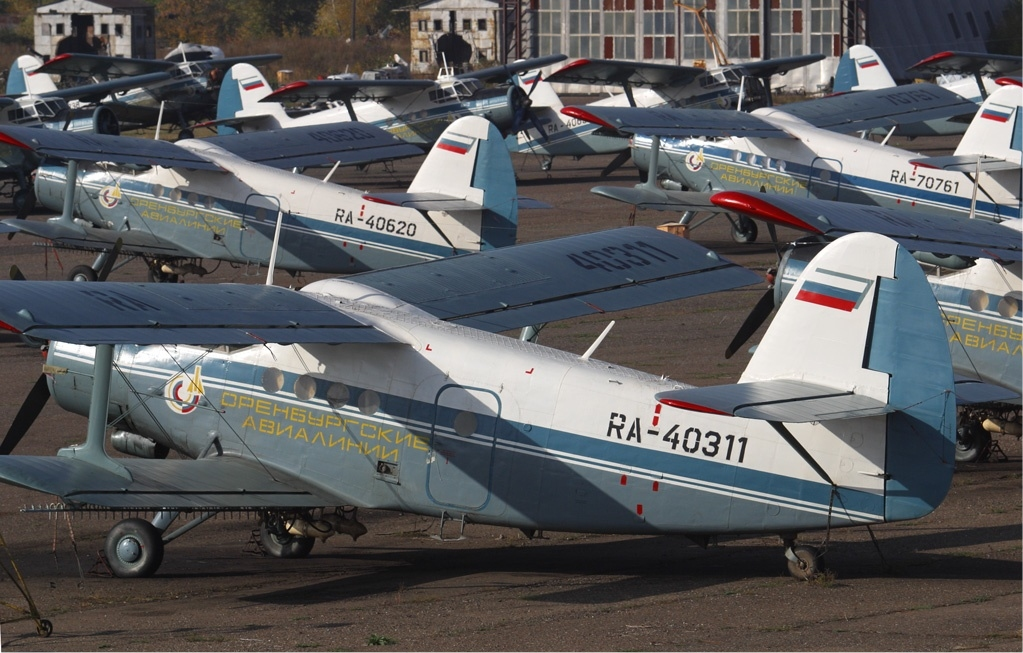
Ан-2СХ с опрыскивателями для жидких химикатов

Спецшасси самолёта Ан-2СХ

В центре масс самолёта установлен бак для химикатов ёмкостью 1400 л сужающийся к низу. Для порошкообразных химикатов и гранулированных удобрений в баке было круглое отверстие диаметром 300 мм, через которое порошок поступает в туннельный распылитель. Для размельчения химикатов в баке находилась мешалка с приводом от верхнего ветряка. Загрузка бака производилась через два люка на верху фюзеляжа. Порошок равномерно рассеивается полосой шириной 18 — 22 м. С 1975 года применяется трёхканальный распылитель РТШ-1 для увеличения ширины полосы распыления. Химикаты рассеиваются со скоростью до 20 кг за секунду.
Опрыскивающая жидкость, с помощью дозирующего насоса, действующего от ветряка, выливается из бака в горизонтальную трубку, прикрепленную под нижним крылом, которая снабжена многочисленными насадками. Загрузка бака производится через штуцер, смонтированный на левом борту. Жидкость равномерно рассеивается полосой шириной до 30 м. Химикаты рассеиваются со скоростью до 18 л за секунду.
Устройства для жидких и сыпучих химикатов взаимозаменяемы на одном и том же самолёте.
Для посадки на неподготовленные аэродромы было построено и испытано специальное шасси. К его обычным главным колесам были добавлены на тех же осях сварные тележки, несущие по два дополнительных колеса спереди и сзади главного и хвостовое колесо с дополнительной лыжей. Опорная поверхность возросла вдвое, и самолёт мог рулить и взлетать даже поперек борозд вспаханного поля, проходимость резко возросла. Однако маневренность самолёта на земле ухудшилась, и новое шасси серийно не строили.

## Технические характеристики[3]
- Двигатель АШ-62ИР
- Взлётная мощность: 1000 л. с.

Размеры
- размах верхнего крыла: 18,176 м
- размах нижнего крыла: 14,236 м
- длина: 12,8 м
- Площадь верхнего крыла: 43,55 м
- Площадь нижнего крыла: 28,55 м
- Общая площадь крыльев: 72,1 м

Массы и нагрузки
- Масса пустого: 3680 кг
- Взлётная масса: 4460 кг
- Запас топлива:
  - нормальный: 393 кг
  - перегрузочный: 900 кг
- Вид топлива: бензин Б 91/115 (100 LL)

Лётные данные
- Максимальная скорость у земли: 236 км/ч
- Максимальная скорость на высоте 1700 м: 254 км/ч
- Скорость при авиахимических работах: 136—160 км/ч
- Посадочная скорость: 68,5 км/ч
- Время набора высоты 1000 м: 4 минуты
- Практический потолок: 5000 м
- Дальность полёта максимальная: 1550 км
- Длина разбега: 105 м
- Длина пробега: 140 м